# Alfred Grenda
Alfred "Alf" Grenda (Launceston, Tasmània, 5 de setembre de 1889 - Paradise, 30 de maig de 1977) va ser un ciclista australià que es va especialitzar en el ciclisme en pista. Fou professional de 1909 a 1928.
El seu primer èxit fou la medalla de plata al Campionat del món de velocitat de 1912. Va competir en nombroses curses de sis dies i en va guanyar vuit. També va establir diferents records del món.
El 1928 es va retirar i dos anys més tard, es va nacionalitzar estatunidenc. Era besoncle del també ciclista Michael Grenda.

## Palmarès
- 1913
  - 1r als Sis dies de Toronto (amb Ernie Pye)
- 1914
  - 1r als Sis dies de Nova York (amb Alfred Goullet)
- 1915
  - 1r als Sis dies de Nova York (amb Alfred Hill)
  - 1r als Sis dies de Boston (amb Alfred Hill)
- 1916
  - 1r als Sis dies de Boston (amb Alfred Goullet)
- 1922
  - 1r als Sis dies de Nova York (amb Reginald McNamara)
- 1923
  - 1r als Sis dies de Nova York (amb Alfred Goullet)
- 1924
  - 1r als Sis dies de Chicago (amb Oscar Egg)